# Maryland Cycling Classic
La Maryland Cycling Classic és una cursa ciclista d'un sol dia que es disputa a l'estat de Maryland, als Estats Units. La primera edició es va disputar el 2022 com a part del calendari de l'UCI America Tour i l'UCI ProSeries.
La cursa estava programada originalment per al 6 de setembre de 2020, però per culpa de la pandèmia de la COVID-19 es va haver d'ajornar, primer al 2021 i després al 2022. L'edició del 2024 fou suspesa per l'enfonsament del pont Francis-Scott-Key.
El primer vencedor fou el belga Sep Vanmarcke.

## Palmarès
| Any  | Vencedor          | Segon             | Tercer          |         |
| ---- | ----------------- | ----------------- | --------------- | ------- |
| 2022 | Sep Vanmarcke     | Nickolas Zukowsky | Neilson Powless |         |
| 2023 | Mattias Skjelmose | Neilson Powless   | Hugo Houle      |         |
| 2024 | suspesa           | suspesa           | suspesa         | suspesa |